# Fortunato Baliani
Fortunato Baliani (Foligno, Província de Perusa, Umbria, 6 de juliol de 1974) és un ciclista italià, professional des del 1999 al 2014.
En el seu palmarès destaquen les victòries al Giro de la Província de Reggio de Calàbria de 2009 i el Brixia Tour de 2011.

## Palmarès
- 1998
  - 1r al Giro della Valli Aretine
- 2006
  - 1r a la Pujada al Naranco
- 2007
  - 1r al Gran Premi de la vila de Camaiore
- 2009
  - 1r al Giro de la Província de Reggio de Calàbria
- 2011
  - 1r al Tour de Kumano i vencedor d'una etapa
  - 1r al Brixia Tour
- 2012
  - 1r a la Volta al Japó i vencedor d'una etapa
  - 1r al Tour de Kumano i vencedor d'una etapa
  - Vencedor d'una etapa a la Volta a Sèrbia
- 2013
  - 1r a la Volta al Japó

### Resultats al Giro d'Itàlia
- 2000. 71è de la classificació general
- 2001. 32è de la classificació general
- 2002. Abandona (7a etapa)
- 2003. 52è de la classificació general
- 2004. 39è de la classificació general
- 2006. 46è de la classificació general
- 2007. 24è de la classificació general
- 2008. 12è de la classificació general. Vencedor del Trofeu Fuga Cervelo i de la classificació dels esprints intermedis